# 2023 w filmie
Wydarzenia filmowe w 2023 roku.

2023 w filmie to 135. rok w historii kinematografii.

## Wydarzenia
- 10 stycznia – 80. ceremonia wręczenia Złotych Globów[1]
- 16–26 lutego – 73. Międzynarodowy Festiwal Filmowy w Berlinie[2]
- 19 lutego – 76. ceremonia wręczenia nagród Brytyjskiej Akademii Filmowej[3]
- 24 lutego – 48. ceremonia wręczenia Cezarów[4]
- 25 lutego  – 50. ceremonia wręczenia nagród Annie[5]
- 27 lutego – 29. ceremonia wręczenia nagród Gildii Aktorów Ekranowych[6]
- 4 marca  – 38. ceremonia wręczenia Independent Spirit Awards[7]
- 6 marca – 25. ceremonia wręczenia Orłów[8]
- 11 marca – 43. rozdanie nagród Złotych Malin[9]
- 12 marca – 95. ceremonia wręczenia Oscarów[10]
- 16–27 maja – 76. Międzynarodowy Festiwal Filmowy w Cannes[11]
- 30 sierpnia–9 września – 80. Międzynarodowy Festiwal Filmowy w Wenecji
- 18–23 września – 48. Festiwal Polskich Filmów Fabularnych w Gdyni
- 9 grudnia – 36. ceremonia wręczenia Europejskich Nagród Filmowych

## Premiery kinowe
| Miesiąc     | Data                 | Tytuł                                                     | Kraj pochodzenia  | Reżyseria                                            |
| ----------- | -------------------- | --------------------------------------------------------- | ----------------- | ---------------------------------------------------- |
| STYCZEŃ     | 5 stycznia 2023      | Wystrzałowe wesele                                        | Stany Zjednoczone | Jason Moore                                          |
| STYCZEŃ     | 6 stycznia 2023      | Kot w butach: Ostatnie życzenie                           | Stany Zjednoczone | Joel Crawford                                        |
| STYCZEŃ     | 6 stycznia 2023      | Na twoim miejscu                                          | Polska            | Antonio Galdamez Munoz                               |
| STYCZEŃ     | 6 stycznia 2023      | W trójkącie                                               | Szwecja           | Ruben Östlund                                        |
| STYCZEŃ     | 13 stycznia 2023     | Godland                                                   | Islandia          | Hlynur Pálmason                                      |
| STYCZEŃ     | 13 stycznia 2023     | Gra fortuny                                               | Wielka Brytania   | Guy Ritchie                                          |
| STYCZEŃ     | 13 stycznia 2023     | Lunana. Szkoła na końcu świata                            | Bhutan            | Pawo Choyning Dorji                                  |
| STYCZEŃ     | 13 stycznia 2023     | M3GAN                                                     | Stany Zjednoczone | Gerard Johnstone                                     |
| STYCZEŃ     | 13 stycznia 2023     | Ślub doskonały                                            | Polska            | Nick Moran                                           |
| STYCZEŃ     | 13 stycznia 2023     | Świat Bustera                                             | Dania             | Martin Miehe-Renard                                  |
| STYCZEŃ     | 13 stycznia 2023     | Wilcze stado                                              | Korea Południowa  | Kim Hongsun                                          |
| STYCZEŃ     | 13 stycznia 2023     | Yuku i magiczny kwiat                                     | Francja           | Arnaud Demuynck i Rémi Durin                         |
| STYCZEŃ     | 20 stycznia 2023     | Babilon                                                   | Stany Zjednoczone | Damien Chazelle                                      |
| STYCZEŃ     | 20 stycznia 2023     | Duchy Inisherin                                           | Irlandia          | Martin McDonagh                                      |
| STYCZEŃ     | 20 stycznia 2023     | Fenomen                                                   | Polska            | Małgorzata Kowalczyk                                 |
| STYCZEŃ     | 20 stycznia 2023     | Mumie                                                     | Hiszpania         | Juan Jesús García Galocha                            |
| STYCZEŃ     | 20 stycznia 2023     | Niebezpieczni dżentelmeni                                 | Polska            | Maciej Kawalski                                      |
| STYCZEŃ     | 20 stycznia 2023     | Till                                                      | Stany Zjednoczone | Chinonye Chukwu                                      |
| STYCZEŃ     | 20 stycznia 2023     | Zadziwiający kot Maurycy                                  | Wielka Brytania   | Toby Genkel                                          |
| STYCZEŃ     | 27 stycznia 2023     | Chleb i sól                                               | Polska            | Damian Kocur                                         |
| STYCZEŃ     | 27 stycznia 2023     | Mężczyzna imieniem Otto                                   | Stany Zjednoczone | Marc Forster                                         |
| STYCZEŃ     | 27 stycznia 2023     | Pimi z Krainy Tygrysów                                    | Włochy            | Brando Quilici                                       |
| STYCZEŃ     | 27 stycznia 2023     | Pokusa                                                    | Polska            | Maria Sadowska                                       |
| STYCZEŃ     | 27 stycznia 2023     | Zamek                                                     | Liechtenstein     | Lina Lužytė                                          |
| LUTY        | 3 lutego 2023        | Aftersun                                                  | Wielka Brytania   | Charlotte Wells                                      |
| LUTY        | 3 lutego 2023        | Biuro Detektywistyczne Lassego i Mai. Tajemnica Skorpiona | Szwecja           | Tina Mackic                                          |
| LUTY        | 3 lutego 2023        | Chora na siebie                                           | Norwegia          | Kristoffer Borgli                                    |
| LUTY        | 3 lutego 2023        | Masz ci los!                                              | Polska            | Mateusz Głowacki                                     |
| LUTY        | 3 lutego 2023        | Podejrzana                                                | Korea Południowa  | Park Chan-wook                                       |
| LUTY        | 3 lutego 2023        | Pukając do drzwi                                          | Stany Zjednoczone | M. Night Shyamalan                                   |
| LUTY        | 10 lutego 2023       | Abyzou                                                    | Stany Zjednoczone | Oliver Park                                          |
| LUTY        | 10 lutego 2023       | Asteriks i Obeliks: Imperium Smoka                        | Francja           | Guillaume Canet                                      |
| LUTY        | 10 lutego 2023       | Forever Young                                             | Francja           | Valeria Bruni Tedeschi                               |
| LUTY        | 10 lutego 2023       | Heaven in Hell                                            | Polska            | Tomasz Mandes                                        |
| LUTY        | 10 lutego 2023       | Magic Mike: Ostatni taniec                                | Stany Zjednoczone | Steven Soderbergh                                    |
| LUTY        | 10 lutego 2023       | Play Dead                                                 | Stany Zjednoczone | Patrick Lussier                                      |
| LUTY        | 10 lutego 2023       | Rzeka                                                     | Australia         | Jennifer Peedom i Joseph Nizeti                      |
| LUTY        | 10 lutego 2023       | Skinamarink                                               | Kanada            | Kyle Edward Ball                                     |
| LUTY        | 10 lutego 2023       | Titanic (wznowienie)                                      | Stany Zjednoczone | James Cameron                                        |
| LUTY        | 17 lutego 2023       | Ant-Man i Osa: Kwantomania                                | Stany Zjednoczone | Peyton Reed                                          |
| LUTY        | 17 lutego 2023       | Blisko                                                    | Belgia            | Lukas Dhont                                          |
| LUTY        | 17 lutego 2023       | Królowa wojownik                                          | Stany Zjednoczone | Gina Prince-Bythewood                                |
| LUTY        | 17 lutego 2023       | Wieloryb                                                  | Stany Zjednoczone | Darren Aronofsky                                     |
| LUTY        | 17 lutego 2023       | Właściciele                                               | Czechy            | Jiří Havelka                                         |
| LUTY        | 24 lutego 2023       | Maskarada                                                 | Francja           | Nicolas Bedos                                        |
| LUTY        | 24 lutego 2023       | Najbardziej samotny chłopak na świecie                    | Wielka Brytania   | Martin Owen                                          |
| LUTY        | 24 lutego 2023       | Nowicjusz                                                 | Polska            | Łukasz Woś                                           |
| LUTY        | 24 lutego 2023       | Opiekun                                                   | Polska            | Dariusz Regucki                                      |
| LUTY        | 24 lutego 2023       | Plan na miłość                                            | Wielka Brytania   | Shekhar Kapur                                        |
| LUTY        | 24 lutego 2023       | Super Futrzak ratuje świat                                | Finlandia         | Joona Tena                                           |
| LUTY        | 24 lutego 2023       | Tár                                                       | Stany Zjednoczone | Todd Field                                           |
| LUTY        | 24 lutego 2023       | Tata                                                      | Polska            | Anna Maliszewska                                     |
| MARZEC      | 3 marca 2023         | Holy Spider                                               | Dania             | Ali Abbasi                                           |
| MARZEC      | 3 marca 2023         | Imperium światła                                          | Wielka Brytania   | Sam Mendes                                           |
| MARZEC      | 3 marca 2023         | Noc 12 października                                       | Francja           | Dominik Moll                                         |
| MARZEC      | 3 marca 2023         | Szczęście Mikołajka                                       | Francja           | Amandine Fredon i Benjamin Massoubre                 |
| MARZEC      | 10 marca 2023        | Krzyk VI                                                  | Stany Zjednoczone | Matt Bettinelli-Olpin i Tyler Gillett                |
| MARZEC      | 10 marca 2023        | W gorsecie                                                | Austria           | Marie Kreutzer                                       |
| MARZEC      | 17 marca 2023        | Brainwashed: seks, kamera, władza                         | Stany Zjednoczone | Nina Menkes                                          |
| MARZEC      | 17 marca 2023        | Shazam! Gniew bogów                                       | Stany Zjednoczone | David F. Sandberg                                    |
| MARZEC      | 17 marca 2023        | Syn                                                       | Wielka Brytania   | Florian Zeller                                       |
| MARZEC      | 24 marca 2023        | John Wick 4                                               | Stany Zjednoczone | Chad Stahelski                                       |
| MARZEC      | 24 marca 2023        | Sundown                                                   | Meksyk            | Michel Franco                                        |
| MARZEC      | 31 marca 2023        | Styczeń                                                   | Łotwa             | Viesturs Kairišs                                     |
| KWIECIEŃ    | 14 kwietnia 2023     | Bezmiar                                                   | Włochy            | Emanuele Crialese                                    |
| KWIECIEŃ    | 14 kwietnia 2023     | Niebieska linia                                           | Szwajcaria        | Ursula Meier                                         |
| KWIECIEŃ    | 14 kwietnia 2023     | Pacifiction                                               | Francja           | Albert Serra                                         |
| KWIECIEŃ    | 14 kwietnia 2023     | Pod ziemią                                                | Włochy            | Michelangelo Frammartino                             |
| KWIECIEŃ    | 21 kwietnia 2023     | Przymierze                                                | Wielka Brytania   | Guy Ritchie                                          |
| KWIECIEŃ    | 28 kwietnia 2023     | Peter von Kant                                            | Francja           | François Ozon                                        |
| KWIECIEŃ    | 28 kwietnia 2023     | Piotruś Pan i Wendy                                       | Stany Zjednoczone | David Lowery                                         |
| MAJ         | 5 maja 2023          | Strażnicy Galaktyki vol. 3                                | Stany Zjednoczone | James Gunn                                           |
| MAJ         | 12 maja 2023         | Trzej muszkieterowie: D’Artagnan                          | Francja           | Martin Bourboulon                                    |
| MAJ         | 19 maja 2023         | Prześwietlenie                                            | Rumunia           | Cristian Mungiu                                      |
| MAJ         | 19 maja 2023         | Szybcy i wściekli 10                                      | Stany Zjednoczone | Justin Lin                                           |
| MAJ         | 26 maja 2023         | Kawałek nieba                                             | Szwajcaria        | Michael Koch                                         |
| MAJ         | 26 maja 2023         | Mała Syrenka                                              | Stany Zjednoczone | Rob Marshall                                         |
| MAJ         | 26 maja 2023         | Plan 75                                                   | Japonia           | Chie Hayakawa                                        |
| MAJ         | 26 maja 2023         | Super Mario Bros. Film                                    | Stany Zjednoczone | Aaron Horvath i Michael Jelenic                      |
| CZERWIEC    | 2 czerwca 2023       | 24 godziny                                                | Hiszpania         | Juan Diego Botto                                     |
| CZERWIEC    | 2 czerwca 2023       | Osiem gór                                                 | Włochy            | Felix Van Groeningen i Charlotte Vandermeersch       |
| CZERWIEC    | 2 czerwca 2023       | Spider-Man: Poprzez multiwersum                           | Stany Zjednoczone | Joaquim Dos Santos, Kemp Powers i Justin K. Thompson |
| CZERWIEC    | 9 czerwca 2023       | Gorące dni                                                | Turcja            | Emin Alper                                           |
| CZERWIEC    | 9 czerwca 2023       | Tori i Lokita                                             | Belgia            | Jean-Pierre i Luc Dardenne                           |
| CZERWIEC    | 9 czerwca 2023       | Transformers: Przebudzenie bestii                         | Stany Zjednoczone | Steven Caple Jr.                                     |
| CZERWIEC    | 16 czerwca 2023      | Całe to piękno i krew                                     | Stany Zjednoczone | Laura Poitras                                        |
| CZERWIEC    | 16 czerwca 2023      | Flash                                                     | Stany Zjednoczone | Andy Muschietti                                      |
| CZERWIEC    | 23 czerwca 2023      | Chłopiec z niebios                                        | Szwecja           | Tarik Saleh                                          |
| CZERWIEC    | 23 czerwca 2023      | Pamfir                                                    | Ukraina           | Dmytro Suchołytkyj-Sobczuk                           |
| CZERWIEC    | 23 czerwca 2023      | Winny czy niewinny                                        | Francja           | Louis Garrel                                         |
| CZERWIEC    | 30 czerwca 2023      | Indiana Jones i artefakt przeznaczenia                    | Stany Zjednoczone | James Mangold                                        |
| LIPIEC      | 7 lipca 2023         | Miraculum: Biedronka i Czarny Kot. Film                   | Francja           | Jeremy Zag                                           |
| LIPIEC      | 7 lipca 2023         | Nostalgia                                                 | Włochy            | Mario Martone                                        |
| LIPIEC      | 14 lipca 2023        | Mission: Impossible – Dead Reckoning                      | Stany Zjednoczone | Christopher McQuarrie                                |
| LIPIEC      | 21 lipca 2023        | Barbie                                                    | Stany Zjednoczone | Greta Gerwig                                         |
| LIPIEC      | 21 lipca 2023        | Oppenheimer                                               | Stany Zjednoczone | Christopher Nolan                                    |
| SIERPIEŃ    | 4 sierpnia 2023      | Meg 2: Głębia                                             | Stany Zjednoczone | Ben Wheatley                                         |
| SIERPIEŃ    | 4 sierpnia 2023      | Porady na zdrady 2                                        | Polska            | Sara Bustamante-Drozdek                              |
| SIERPIEŃ    | 4 sierpnia 2023      | Rodeo                                                     | Francja           | Lola Quivoron                                        |
| SIERPIEŃ    | 18 sierpnia 2023     | Blue Beetle                                               | Stany Zjednoczone | Angel Manuel Soto                                    |
| SIERPIEŃ    | 25 sierpnia 2023     | Bestie                                                    | Hiszpania         | Rodrigo Sorogoyen                                    |
| WRZESIEŃ    | 1 września 2023      | Cicha dziewczyna                                          | Irlandia          | Colm Bairéad                                         |
| WRZESIEŃ    | 1 września 2023      | Raport Pileckiego                                         | Polska            | Krzysztof Łukaszewicz                                |
| WRZESIEŃ    | 15 września 2023     | Saint Omer                                                | Francja           | Alice Diop                                           |
| WRZESIEŃ    | 22 września 2023     | Turkusowa suknia                                          | Maroko            | Maryam Touzani                                       |
| WRZESIEŃ    | 22 września 2023     | Zielona granica                                           | Polska            | Agnieszka Holland                                    |
| PAŹDZIERNIK | 6 października 2023  | Magiczna podróż Emily                                     | Szwecja           | Marcus Ovnell                                        |
| PAŹDZIERNIK | 6 października 2023  | Święto ognia                                              | Polska            | Kinga Dębska                                         |
| PAŹDZIERNIK | 13 października 2023 | Chłopi                                                    | Polska            | DK Welchman i Hugh Welchman                          |
| PAŹDZIERNIK | 13 października 2023 | Psi Patrol: Wielki Film                                   | Stany Zjednoczone | Cal Brunker                                          |
| PAŹDZIERNIK | 28 października 2023 | Baby Broker                                               | Korea Południowa  | Hirokazu Koreeda                                     |
| LISTOPAD    | 3 listopada 2023     | Cięcie!                                                   | Francja           | Michel Hazanavicius                                  |
| LISTOPAD    | 3 listopada 2023     | Godzilla Minus One                                        | Japonia           | Takashi Yamazaki                                     |
| LISTOPAD    | 10 listopada 2023    | Marvels                                                   | Stany Zjednoczone | Nia DaCosta                                          |
| LISTOPAD    | 10 listopada 2023    | Uwierz w Mikołaja                                         | Polska            | Anna Wieczur-Bluszcz                                 |
| LISTOPAD    | 17 listopada 2023    | Blanquita                                                 | Chile             | Fernando Guzzoni                                     |
| LISTOPAD    | 17 listopada 2023    | Igrzyska śmierci: Ballada ptaków i węży                   | Stany Zjednoczone | Francis Lawrence                                     |
| LISTOPAD    | 22 listopada 2023    | Życzenie                                                  | Stany Zjednoczone | Chris Buck i Fawn Veerasunthorn                      |
| LISTOPAD    | 24 listopada 2023    | Napoleon                                                  | Wielka Brytania   | Ridley Scott                                         |
| GRUDZIEŃ    | 1 grudnia 2023       | 20 000 gatunków pszczół                                   | Hiszpania         | Estibaliz Urresola Solaguren                         |
| GRUDZIEŃ    | 1 grudnia 2023       | Niedźwiedzie nie istnieją                                 |                   | Dżafar Panahi                                        |
| GRUDZIEŃ    | 14 grudnia 2023      | Wonka                                                     | Stany Zjednoczone | Paul King                                            |
| GRUDZIEŃ    | 21 grudnia 2023      | Aquaman i Zaginione Królestwo                             | Stany Zjednoczone | James Wan                                            |
| GRUDZIEŃ    | 22 grudnia 2023      | Rebel Moon - Część 1: Dziecko Ognia                       | Stany Zjednoczone | Zack Snyder                                          |